# I Am Legend (romance)
I Am Legend (no Brasil: Eu Sou a Lenda ou A Última Esperança sobre a Terra) é um livro de horror e ficção científica escrito por Richard Matheson e publicado em 1954. A obra foi influente no desenvolvimento do gênero zumbi e na popularização do conceito de um apocalipse em todo o mundo devido a uma doença. A obra foi um sucesso e foi adaptado para o cinema como The Last Man on Earth (O Último Homem na Terra), em 1964, como The Omega Man, em 1971, e como Eu Sou a Lenda, em 2007. O romance também inspirou o roteiro do filme Night of the Living Dead, de George Romero (1968).
Eu sou a Lenda conta a história de um homem que foi o único sobrevivente não-infectado por uma bactéria mortífera — o resto da população tornou-se vampiros.

## Enredo
Robert Neville vive, há meses, uma vida solitária na Los Angeles de 1976. Acreditando ser o último ser humano vivo, ele tenta sobreviver a uma pandemia que transformou as pessoas e animais, como cachorros, em vampiros. Para isso, Neville entrincheirou-se em sua casa, bloqueando janelas e reforçando portas. O único momento em que consegue sair é durante o dia, quando os vampiros se protegem da luz do sol e entram em uma espécie de coma. Eles possuem todas as características descritas no folclore europeu, que inspirou a criação de histórias como a do Conde Drácula. São sensíveis a luz do sol, possuem sede por sangue e pele pálida. Neville se protege usando alho, cruzes e espelhos para afasta-los de sua casa. Durante o dia, ele sai para mata-los enquanto dormem. Para isso, usa estacas ou os expõem ao sol; balas não tem efeito algum contra eles. O passado de Neville é contado através de flashbacks, nos quais conhecemos o destino de sua mulher e filha. O grande objetivo do personagem gira em torno de descobrir a origem do vampirismo, para isso ele aborda a questão cientificamente; buscando explicações para as características e fraquezas dos vampiros.
Neville estuda os vampiros obsessivamente, coletando amostras de sangue e fazendo experiências. Por fim, ele descobre que a causa da infecção é uma bactéria que pode ser transmitida pelo ar e que, de alguma forma, ele é imune. Há dois tipos de infectados: os que morreram e são mantidos como mortos vivos pelo bacilo e os que ainda estão vivos mas perderam o raciocínio lógico. Não conseguindo mas avançar em suas pesquisas, Neville entra em depressão e recorre ao alcoolismo. Quando suas esperanças estão minguando, ele encontra um cachorro, que parece não ter sido infectado, o que lhe dá esperanças de escapar da solidão. Entretanto, pouco depois de o trazer para sua casa, o cão, já doente, acaba morrendo. Este fato, ao invés de tirar as últimas forças de Neville, o impulsiona a continuar suas pesquisas.
O personagem passou os próximos dois anos estudando os vampiros. No fim chegou a algumas conclusões. Ele acredita que há um grande fator psicológico para o medo compulsivo deles por cruzes e espelhos. Um medo que se transformou em histeria após a infecção modificar seus cérebros. Desse modo, muitos infectados acreditam realmente terem se transformado em vampiros. Possuem, por isso, fobia do seu reflexo e de símbolos religiosos, como cruzes para os cristãos e a Torá para os judeus. Ele elabora explicações cientificas para muitas das questões acerca dos vampiros. A repulsa ao alho, que lhes causa anafilaxia; a invulnerabilidade a balas, provocada pela propriedade do tecido infectado de se regenerar instantaneamente; a exposição da bactéria ao ar atmosférico, através de alguma ferida exposta, transformando-a num parasita aeróbico e causando a morte do hospedeiro, o que explicaria o porquê de eles morreram com uma estaca no peito.
Em 1978, após três anos de isolamento, Robert Neville encontra uma mulher que parece não ser afetada pela luz do dia. Apesar de sua relutância em aceitar que ela não era um dos infectados, a leva para casa. Neville acaba se envolvendo com a moça, que se chama Ruth, e conta a ela suas descobertas em relação aos vampiros. Querendo ter certeza que ela não estava infectada, ele faz um teste sanguíneo e descobre se tratar de uma vampira de um tipo diferente. Ao ser descoberta, a mulher, que foi até lá para espiona-lo, foge, mas deixa uma carta pedindo a Neville que fuja, pois a “nova sociedade” irá atrás dele para se vingar dos vampiros que ele matou em suas incursões diurnas. Esses novos vampiros são uma evolução, provocada por uma mutação do bacilo, dos infectados que ainda mantinham alguma consciência. Algum tempo depois, os vampiros, que agora estavam reconstruindo a sociedade, capturam Neville em sua casa e o levam para ser executado. Ferido, o protagonista reencontra Ruth, que lhe dá pílulas para que ele possa tirar a própria vida. Neville, então, vê a multidão de vampiros que está esperando para executa-lo. Ele engole as pílulas e percebe que se tornou uma lenda que será contada pelas próximas gerações de vampiros, da mesma forma que os humanos fizeram ao longo dos séculos.

## Adaptações

### História em quadrinhos
O livro também foi adaptado em uma minissérie de quadrinhos por Steve Niles e Elman Brown, intitulada Richard Matheson's I Am Legend. Foi publicado em 1991 pela Eclipse Comics e publicada como uma edição encadernada pela IDW Publishing.
Um tie-in não relacionado com o filme foi lançado em 2007 com título I Am Legend: Awakening, publicado em um especial da Comic-Con de San Diego pela Vertigo.

### Peça de rádio
- Uma leitura resumida de nove partes do romance interpretada por Angus MacInnes foi originalmente transmitida na BBC Radio 7 em janeiro de 2006[3] e repetida em janeiro de 2018.

### Filmes
I Am Legend foi adaptado três vezes em longa-metragem, bem como para um filme diretamente em vídeo chamado I Am Omega. Diferentemente do livro, cada um deles retrata o personagem de Neville como um cientista talentoso. As três adaptações mostram que ele encontra um remédio e o passa adiante. As adaptações diferem do romance por definir os eventos três anos após o desastre, em vez de acontecer “no intervalo de” três anos. Também as adaptações são definidas em um futuro próximo, alguns anos após o lançamento do filme, enquanto o romance se passa 20 anos após a data de publicação.
Também foi adaptado no curta-metragem estudantil espanhol Soy leyenda.

#### The Last Man on Earth
Em 1964, Vincent Price estrelou como Dr. Robert Morgan (em vez de "Neville") em The Last Man on Earth (o título original desta produção italiana era L'ultimo uomo della Terra). Matheson escreveu o roteiro original para esta adaptação, mas devido a reescritas posteriores não quis que seu nome aparecesse nos créditos; como resultado, Matheson é creditado sob o pseudônimo de "Logan Swanson".

#### The Omega Man
Em 1971, uma versão muito diferente foi produzida, intitulada The Omega Man. Estrelada por Charlton Heston (como Robert Neville) e Anthony Zerbe. Matheson não teve influência no roteiro deste filme, e embora a premissa permaneça, ela se desvia do romance de várias maneiras, removendo as características vampíricas das pessoas infectadas, exceto sua sensibilidade à luz. Nesta versão, os infectados são retratados como mutantes albinos noturnos, vestidos de preto, conhecidos como Família. Embora inteligentes, eles evitam a tecnologia moderna, acreditando que ela (e aqueles que a usam, como Neville) são o mal e a causa da queda da humanidade.

#### I Am Legend
Em 2007, uma terceira adaptação do romance foi produzida, desta vez intitulada I Am Legend. Dirigido por Francis Lawrence e estrelado por Will Smith como Robert Neville, este filme usa tanto o romance de Matheson quanto o filme Omega Man de 1971 como suas fontes. Essa adaptação também se desvia significativamente do romance. Nesta versão, a infecção é causada por um vírus originalmente destinado a curar o câncer. Alguns elementos vampíricos são retidos, como sensibilidade à luz ultravioleta e atração por sangue. Os infectados são retratados como criaturas noturnas e ferozes de inteligência limitada que perseguem os não infectados com uma fúria berserker. Outras criaturas, como cães, também são infectadas pelo vírus. O final do filme também foi alterado para retratar Neville como sacrificando sua vida para salvar a humanidade, ao invés de ser executado por crimes contra os humanos vampiros sobreviventes, embora um final excluído do filme estivesse mais próximo do espírito do livro. O filme se passa na cidade de Nova York em 2009 e 2012, ao invés de Los Angeles em 1975-1977.